# Malila: The Farewell Flower
Malila: The Farewell Flower (มะลิลา) è un film thailandese del 2017, scritto e diretto da Anucha Boonyawatana.

## Trama
Pitch e Shane, un tempo amanti, dopo anni di separazione si ritrovano e si dedicano all'arte della creazione di Bai Sri (composizioni floreali che simboleggiano l’amore e la virtù nella filosofia buddhista e che avvizziscono in poco tempo). I due, dopo aver partecipato a una cerimoia buddista, tentano di fare i conti con i loro problemi: Pitch con il proprio tumore e Shane con il ricordo della figlia uccisa da un pitone. Dopo aver passato del tempo insieme Shane decide di farsi monaco per aiutare il karma di Pitch ma poco prima di diventarlo lui muore a causa della malattia. Nonostante questo Shane continuerà il suo percorso per diventare monaco al fine di onorarne la memori e aiutare la sua anima.

## Accoglienza
Guy Lodge per Variety ha particolarmente apprezzato la spiritualità buddista in contrapposizione alla violenza corporea derivata dalla malattia mentre Sarah Ward per Screendaily ha lodato le: «lotte dei personaggi con la vita, la morte, il dolore e l'incertezza».

## Riconoscimenti
22° Busan International Film Festival
- Vinto nella categoria Kim Jiseok Award

41° Hong Kong Asian Film Festival
- candidatura nella categoria New Talent Award

2017 Taipei Golden Horse Film Festival
- Vinto nella categoria NETPAC Award

28° Singapore International Film Festival
- Candidato nella categoria Silver Screen Award
- Vinto nella categoria Miglior regia

22° International Film Festival of Kerala
- Candidato nella categoria Suvarna Chakoram for Best Film
- Vinto nella categoria Rajatha Chakoram for Best Director

2018 Gothenburg Film Festival
- Candidato nella categoria Ingmar Bergman International Debut Award

12° Asian Film Awards
- Candidato nella categoria Miglior attore
- Candidato nella categoria Miglior regista

2018 Outfest Los Angeles LGBTQ Film Festival
- Vinto nella categoriaOutstanding Artistic Achievement